# Australia Mars Analog Research Station
Australia Mars Analogue Research Station (MARS-Oz) es una estación construida en Australia por la Mars Society que llevará a cabo la exploración geológica bajo condiciones similares a las que se pueden encontrar en Marte. En el año 1998, la United States Mars Society acordó con la ONG Mars Society Australia, dedicada a un provisional asentamiento humano en el planeta rojo, permitir que el proyecto fuera administrado desde Australia. El director del proyecto es David Wilson, esta será la cuarta estación del programa gestionado por la Mars Society. Las estaciones anteriores están construidas en la isla Devon, en el ártico de Canadá en julio del año 2000, otra en el desierto cerca de Hanksville (Utah), y otra en el Planetario Adler, en Chicago. El principal objetivo de la investigación es anticiparse y resolver los problemas que pueden surgir durante la exploración en el planeta Marte de un grupo de científicos e ingenieros que trabajen y convivan juntos en un ambiente similar al del planeta.